# Tomáš Konečný
Tomáš Konečný es un ciclista checo nacido el 11 de octubre de 1973 en Brno. Debutó como profesional  en 1996 con el equipo Tico. Mide 1 m 78 cm y 68 kg. Su principal victoria es una etapa en la Vuelta a España 2001 y en la cual acaba en un meritorio 16.º puesto. También terminó ese mismo año noveno en los campeonatos del mundo en ruta y sexto en la Milán-San Remo del 2002.

## Palmarés
1997
- 3.º en el Campeonato de la República Checa en Ruta

1998
- Vuelta al Algarve, más 2 etapas

1999
- Campeonato de la República Checa en Ruta
- 1 etapa de la Vuelta a La Rioja

2000
- Tour de Beauce, más 1 etapa
- Porec Trophy 5

2001
- 1 etapa de la Vuelta a España
- Clasificación de las metas volantes Vuelta al País Vasco

2002
- 2.º en el Campeonato de la República Checa en Ruta

2003
- 1 etapa de la Vuelta a la Baja Sajonia
- 1 etapa de la Carrera de la Paz
- 1 etapa del Tour de Beauce

## Resultados en las grandes vueltas

### Tour de Francia
- 2002 : 65.º

### Vuelta a España
- 2001 : 16.º
- 2004 : abandono

- Datos: Q1936277